# Broadbridge Heath F.C.
Broadbridge Heath FC là một câu lạc bộ bóng đá có trụ sở tại Broadbridge Heath, gần Horsham, phía Tây Sussex, Anh. Câu lạc bộ hiện thi đấu tại Isthmian League South East Division và có sân nhà ở High Wood Hill Sports Ground.

## Danh hiệu
- West Sussex League
  - Nhà vô địch Division One mùa giải 1975–76
  - Nhà vô địch Division Three Charity Cup mùa giải 1970–71

## Thành tích
- Thành tích tốt nhất tại FA Cup: Vòng sơ loại các mùa giải 2019–20, 2020–21[1]
- Thành tích tốt nhất tại FA Vase: Vòng hai mùa giải 2017–18[1]